# Pan Złol ma dziś wolne
Pan Złol ma dziś wolne (jap. 休日のわるものさん Kyūjitsu no Warumono-san) – manga autorstwa Yuu Morikawy, publikowana w serwisie Pixiv od grudnia 2018. Na jej podstawie studia Shin-Ei Animation i SynergySP wyprodukowały serial anime, który emitowano od stycznia do marca 2024.
W Polsce mangę wydaje Studio JG.

## Bohaterowie
- Warumono-san (jap. わるものさん)

Seiyū: Kenjirō Tsuda (drama CD), Shintarō Asanuma (anime) 
- Akatsuki Red (jap. アカツキレッド Akatsuki Reddo)

Seiyū: Kōhei Amasaki 
- Sora (jap. 空)

Seiyū: Chinami Hashimoto 
- Mugi (jap. 麦)

Seiyū: Minami Takahashi 
- Rooney (jap. ルーニー Rūnī)

Seiyū: Takuma Terashima 
- Trigger (jap. トリガー Torigā)

Seiyū: Yūichi Nakamura 
- Sōten Blue (jap. ソウテンブルー Sōten Burū)

Seiyū: Takuya Eguchi 
- Shinonome Pink (jap. シノノメピンク Shinonome Pinku)

Seiyū: Ai Kakuma 
- Yoiyami Black (jap. ヨイヤミブラック Yoiyami Burakku)

Seiyū: Yūichirō Umehara 

## Manga
Seria jest publikowana od 15 grudnia 2018 w serwisie Pixiv. Pierwszy tankōbon został opublikowany 21 grudnia 2016 nakładem wydawnictwa Square Enix pod imprintem Gangan Comics Pixiv. Według stanu na 22 marca 2025, do tej pory wydano 7 tomów.
W oparciu o mangę powstała drama CD, która została wydana 27 stycznia 2021 przez Frontier Works.
W Polsce wydanie mangi zapowiedziało Studio JG, premiera zaś odbyła się 3 listopada 2023.
| Nr | Język japoński       | Język japoński         | Język polski         | Język polski           |
| Nr | Data wydania         | ISBN                   | Data wydania         | ISBN                   |
| -- | -------------------- | ---------------------- | -------------------- | ---------------------- |
| 1  | 21 grudnia 2018      | ISBN 978-4-75-755951-6 | 3 listopada 2023     | ISBN 978-83-8257-284-1 |
| 2  | 21 października 2019 | ISBN 978-4-75-756351-3 | 24 stycznia 2024     | ISBN 978-83-8257-341-1 |
| 3  | 19 września 2020     | ISBN 978-4-75-756802-0 | 25 marca 2024        | ISBN 978-83-8257-389-3 |
| 4  | 22 lutego 2022       | ISBN 978-4-75-757752-7 | 31 maja 2024         | ISBN 978-83-8257-436-4 |
| 5  | 21 kwietnia 2023     | ISBN 978-4-75-758532-4 | 29 lipca 2024        | ISBN 978-83-8257-483-8 |
| 6  | 22 stycznia 2024     | ISBN 978-4-75-758747-2 | 14 października 2024 | ISBN 978-83-8257-543-9 |
| 7  | 22 marca 2025        | ISBN 978-4-75-759638-2 | —                    |                        |

## Anime
Adaptacja w formie telewizyjnego serialu anime została zapowiedziana 24 lutego 2023. Seria została wyprodukowana przez studia Shin-Ei Animation i SynergySP. Za reżyserię odpowiadał Yoshinori Odaka, scenariusz napisze Midori Gotō, postacie zaprojektowała Tomomi Shimazaki, a muzykę skomponował Nobuaki Nobusawa. Anime emitowano od 8 stycznia do 25 marca 2024 w TV Tokyo i innych stacjach. Motywem otwierającym jest „Yūho” (jap. 遊歩) autorstwa Ivudot, końcowym zaś „Kyūsoku jūden” (jap. 休息充電) w wykonaniu Glasgow. Prawa do streamingu serii nabył Crunchyroll.

### Lista odcinków
| №  | Tytuł                                                                         | Premiera         |
| -- | ----------------------------------------------------------------------------- | ---------------- |
| 1  | We Need Comfort Too Warera ni mo iyashi wa hitsuyō da (我らにも癒しは必要だ)  | 8 stycznia 2024  |
| 2  | Earth Is Formidable Indeed Yahari chikyū wa anadorenai (やはり地球は侮れない) | 15 stycznia 2024 |
| 3  | The Fiends of Winter Fuyu no mamono-tachi (冬の魔物たち)                      | 22 stycznia 2024 |
| 4  | When Spring Comes to Town Haru kuru machi de (春くる街で)                     | 29 stycznia 2024 |
| 5  | Magical Girl in Distress Mahō shōjo wa kunō suru. (魔法少女は苦悩する。)      | 5 lutego 2024    |
| 6  | Those Who Wish in Summer Natsu ni negau mono (夏に願うもの)                   | 12 lutego 2024   |
| 7  | A Pandaful Weekend Pandafuru na shūmatsu. (パンダフルな週末。)                | 19 lutego 2024   |
| 8  | Gifts in the Season of White Shiroi kisetsu no okurimono (白い季節の贈り物)   | 26 lutego 2024   |
| 9  | The Way of Desire Yokubō no yukue (欲望の行方)                                | 4 marca 2024     |
| 10 | Matters of Justice Seigi no jijō (正義の事情)                                 | 11 marca 2024    |
| 11 | When the Flowers Scatter Hana chiru koro ni (花散る頃に)                      | 18 marca 2024    |
| 12 | Somewhere on This Planet Kono hoshi no doko ka de (この星のどこかで)          | 25 marca 2024    |